# Paul Claudel
Paul Claudel /pɔl klɔdɛl/ (ur. 6 sierpnia 1868 w Villeneuve-sur-Fère, zm. 23 lutego 1955 w Paryżu) – francuski poeta i dramaturg, symbolista. Członek Akademii Francuskiej. Brat rzeźbiarki Camille Claudel.

## Życiorys
Urodził się w 1868 w Villeneuve-sur-Fère. Piastował wiele różnych stanowisk dyplomatycznych. M.in. był konsulem Francji w Czechosłowacji, Niemczech, Chinach (gdzie spędził 14 lat) oraz ambasadorem w Japonii, Stanach Zjednoczonych i Belgii.
Przełomowym wydarzeniem w jego życiu było nawrócenie pod wpływem impulsu, jakiego doświadczył w katedrze Notre-Dame w Paryżu. Od tego momentu sprawy wiary stały się dla niego ważniejsze od estetyki literackiej, a nawet od udziału w życiu publicznym. Różnorodne krajobrazy i cywilizacje, które miał okazję poznać, dostarczyły mu obrazów, którymi posługiwał się przy głoszeniu wiary katolickiej. Zmarł w Paryżu.

## Twórczość
Claudel był zdecydowanym symbolistą. Próbował dotrzeć do czystych pojęć poprzez pozory rzeczy, przy tym potrafił doskonale wyrazić myśl religijną. Poeta nie od razu był tego świadomy. Jego pióro przeszło wielką ewolucję. Pionierskie utwory są dramatami lirycznymi poświęconymi głównie tajemnicy losu ludzkiego L’Arbre (Drzewo, 1901), grzechowi pychy Tête d’Or (Złota czaszka, 1890), tragedii namiętności L'Échange (Zamiana, 1901), problematyce ekstatycznej modlitwy i poświęcenia. Przesilenie południowe (1906) jest natomiast powrotem do wątku miłosnego.
Od 1906 dzieła Claudela stały się wyraźną afirmacją wiary katolickiej. Powstały tomy poezji lirycznych Cinq Grandes Odes (Pięć wielkich ód, 1909), Corona benignitatis anni Dei (Wieniec łask Roku Pańskiego, 1915), Corona benignitatis anni Dei (Zapiski o świętych, 1925). Pisał także sztuki teatralne: L’Otage (Zakładnik, 1911) czy L’annonce faite à Marie (Zwiastowanie, 1912). Claudel wtajemnicza czytelnika w osobiste przeżycia, sposób modlitwy, cierpienia i odczucia mistyczne. Jego technika budowania składni, czyli biblijne wersety o niejednolitej długości akcentowane aksonami, hermetyczność wielu sformułowań, pełna napięcia forma, mogą swoim skomplikowaniem formalnym odstraszać czytelnika. Poeta znalazł w symbolizmie idealne środki wyrazu: wydłużył wiersz wolny, który stał się wersetem biblijnym w jego poezji.
Tematykę pierwszych dzieł można uznać za dość nietypową, a nawet dziwaczną, język hermetyczny i metaforyczny. Widoczne są wpływy Mallarmégo i Rimbauda, które splatały się w teatrze Claudela z reminiscencjami z Ajschylosa i Szekspira. Z czasem język nabrał powagi i siły, wątki religijne cechują się głębokim humanizmem. Claudel przekonał się, że prawda religii nie tkwi poza życiem, ale właśnie w nim i wyłania się ze ścierania namiętności.

## Teatr Claudela
Początkowo symboliczny, stopniowo stał się wyrazem duszy katolika głoszącej tajemnice wiary. Przez długi czas oscylował między konwencjami światowymi a bulwarowym realizmem Théâtre Libre. Gdy znikły obie przeszkody, teatr Claudela rozkwitł w całej swej wspaniałości. Sztuki Zwiastowanie i Zakładnik coraz częściej pojawiały się na afiszach, a triumfem okazało się wystawienie Atłasowego trzewiczka (Le soulier de satin, 1929) podczas okupacji. Claudel reprezentuje, obok twórców XX w. takich jak Federico Garcia Lorca i Thomas Stearns Eliot, teatr „żywiołu lirycznego”, odrzucający zwykle zasadę prawdopodobieństwa, nawiązujący np. do tradycji antycznej, poetyki średniowiecznej, misteriów czy rodzimego folkloru. Dramaty Claudela mimo pewnych niejasności, nieporadności stanowią wzór. Poeta pokazał, jak można tchnąć w teatr współczesny wielkość teatru greckiego.

## Dzieła wydane po polsku
- Złota czaszka (Tête d’Or, 1890)
- Drzewo (L’Arbre, 1901)
- Zmiana (L'Échange, 1901)
- Podział południa (Partage de midi, 1906)
- Pięć wielkich ód (Cinq Grandes Odes, 1909)
- Zakładnik (L’Otage, 1911)
- Zwiastowanie (L’Annonce faite à Marie, 1912)
- Wieniec łask Roku Pańskiego (Corona benignitatis anni Dei, 1915)
- Zapiski o świętych (Feuilles de saints, 1925)
- Atłasowy trzewiczek (Le Soulier de satin, 1929)
- Księga Krzysztofa Kolumba (Le Livre de Christophe Colomb, 1933)
- Joanna d’Arc na stosie (Jeanne d’Arc au bûcher, 1939)
- Porwanie Skapena (Le Ravissement de Scapin, 1952)
- Umiłowanie Pisma Świętego (J’aime la Bible, 1963)

## Wybrane inscenizacje dzieł Claudela na polskich scenach
- 1973 Punkt przecięcia, Teatr Współczesny Warszawa, reż. Jerzy Kreczmar
- 1979 Joanna d’Arc na stosie Opera im. Stanisława Moniuszki Poznań, reż. Adam Hanuszkiewicz, w roli tytułowej Ewa Błaszczyk[2][3]
- 1990 Zamiana, Stary Teatr im. Heleny Modrzejewskiej Kraków, reż. Marek Pasieczny, w roli głównej Krzysztof Globisz
- 1992 Księgi Krzysztofa Kolumba, Teatr Miejski Gdynia, reż: Ryszard Nyczka, Wojciech Starostecki, Artur Hoffman, w roli tytułowej: Daniel Olbrychski
- 2013 Zwiastowanie, Teatr Polski Warszawa, reż. Lembit Peterson, w roli Wioleny Lidia Sadowa
- 2014 joanna.głosy ziemi wg Joanny d’Arc na stosie Teatr74 Kraków, reż. Błażej Tokarski, w roli tytułowej Joanna Dryś

## Odznaczenia
- 1951 Wielki Oficer Legii Honorowej
- 1952 Krzyż Wielki Orderu Izabeli Katolickiej